# VC Dilbeek Grand-Bigard
Maillots
Dernière mise à jour : 7 août 2018.
Le Voetbal Club Groot-Dilbeek est un club de football belge basé à Dilbeek. Le club évolue en deuxième provinciale lors de la saison 2017-2018. Au cours de son Histoire, il a disputé 10 saisons en Promotion, le quatrième niveau national.
Aux origines ce club s'appelle Dilbeek Sport qui fait faillite durant la saison 2013-2014. Il fusionne alors avec le VC Grand-Bigard et prend son nom actuel.

## Histoire
Le club est fondé le 3 septembre 1958 sous le nom de Dilbeek Sporting Club. Il rejoint d'abord la Katholiek Sportverbond, une fédération amateur rivale de l'URBSFA. Après deux saisons, il rejoint la fédération nationale le 24 mars 1960, et reçoit le matricule 6325. Le club débute en troisième provinciale, à l'époque le dernier niveau du football belge dans la province de Brabant. Après dix-sept saisons, le club subit une première relégation vers la quatrième provinciale, créée entretemps. Le club remonte au niveau supérieur en 1978, mais est de nouveau relégué en 1980.
Dilbeek remonte en « P3 » en 1983, et remporte le titre dans sa série un an plus tard, lui permettant de monter pour la première fois en deuxième provinciale. Le club y joue neuf saisons, puis redescend d'un cran. Le 1er février 1995, le club adapte son appellation officielle et devient Dilbeek Sport. En sept ans, il passe alors de la troisième provinciale à la Promotion, le quatrième et dernier niveau national, grâce à sa victoire dans le tour final, bien qu'il ait terminé 8e du classement final de P1.
Pour sa première saison au niveau national, Dilbeek Sport se maintient facilement et termine à la dixième place. Deux ans plus tard, il finit quatrième, aux portes du tour final pour la montée en Division 3. Après une saison plus délicate, conclue juste au-dessus de la zone de relégation, il ne peut éviter la descente en 2007. Après cinq saisons en Promotion, le club est relégué en première provinciale. La direction licencie alors l'entraîneur Eric Viscaal et son adjoint Rudi Smidts, deux anciens joueurs internationaux.
Un an plus tard, le club est de retour en Promotion grâce à sa victoire dans le tour final. Durant la première saison suivant son retour, le club joue longtemps pour le titre. Il remporte la première tranche, et est toujours en tête à la moitié du championnat. Finalement, le club termine troisième, à quatre points du champion, le KSV Temse. Il participe alors au tour final pour l'accession en Division 3, mais il est éliminé dès le premier tour par Ternat, qu'il avait pourtant devancé en championnat. Les deux saisons suivantes, le club termine en milieu de classement. Lors de la saison 2011-2012, le club se qualifie à nouveau pour le tour final, où il est éliminé au deuxième tour par le Tempo Overijse. À l'inverse, la saison suivante est un long chemin de croix pour le club, en difficulté financière, qui n'aligne que des jeunes joueurs. Rapidement distancé, il termine à la dernière place de sa série avec seulement huit points et est relégué en provinciales.
Le club dépose le bilan et est proche de la disparition. Il s'unit avec le VC Grand-Bigard (matricule 5981), alors dernier dans sa série de quatrième provinciale, pour former le VC Groot Dilbeek, mais tout en conservant le matricule 6325. En raison des dettes fédérales, le club subit une relégation administrative et chute en "P2" où il commence la saison 2013-2014 avec 9 points de pénalité.

## Ancien logo

Ancien logo du K. Dilbeek Sport

## Résultats dans les divisions nationales
Statistiques mises à jour au 7 juin 2013

### Bilan
| Niv | Divisions     | Jouées | Titres | TM Up | TM Down |
| --- | ------------- | ------ | ------ | ----- | ------- |
| I   | 1re nationale | 0      | 0      |       |         |
| II  | 2e nationale  | 0      | 0      |       |         |
| III | 3e nationale  | 0      | 0      |       |         |
| IV  | 4e nationale  | 10     | 0      | 2     |         |
| V   | 5e nationale  | 0      | 0      |       |         |
|     |               |        |        |       |         |
|     | TOTAUX        | 10     | 0      | 2     | 0       |

- TM Up : test-match pour départager des égalités, ou toutes formes de Barrages ou de Tour final pour une montée éventuelle.
- TM Down : test-match pour départager des égalités, ou toutes formes de Barrages ou de Tour final pour le maintien.

### Classements saison par saison
| Ordre               | Saison  | Nom du club   | Niveau            | Classement final | Remarques   |
| ------------------- | ------- | ------------- | ----------------- | ---------------- | ----------- |
| 1                   | 2002-03 | Dilbeek Sport | Promotion série B | 11e/16           |             |
| 2                   | 2003-04 | Dilbeek Sport | Promotion série B | 7e/16            |             |
| 3                   | 2004-05 | Dilbeek Sport | Promotion série B | 4e/16            |             |
| 4                   | 2005-06 | Dilbeek Sport | Promotion série B | 12e/16           |             |
| 5                   | 2006-07 | Dilbeek Sport | Promotion série B | 14e/16           | Relégué!    |
| séries provinciales |         |               |                   |                  |             |
| 6                   | 2008-09 | Dilbeek Sport | Promotion série B | 3e/16            | Tour final! |
| 7                   | 2009-10 | Dilbeek Sport | Promotion série B | 9e/16            |             |
| 8                   | 2010-11 | Dilbeek Sport | Promotion série B | 7e/16            |             |
| 9                   | 2011-12 | Dilbeek Sport | Promotion série B | 4e/16            | Tour final! |
| 10                  | 2012-13 | Dilbeek Sport | Promotion série B | 15e/15           | Relégué!    |
| séries provinciales |         |               |                   |                  |             |

## Anciens joueurs connus
- Eric Viscaal, ancien international néerlandais, termine sa carrière à Dilbeek Sport en tant que joueur-entraîneur.